# TvOS
O tvOS é um sistema operacional desenvolvido pela Apple Inc. para a quarta geração do reprodutor de mídia digital Apple TV em diante. O tvOS foi anunciado em 9 de setembro de 2015 no evento da Apple de setembro de 2015, juntamente com a quarta geração da Apple TV. Em 29 de outubro de 2015, começou a pré-venda da Apple TV de 4ª geração e os envios começaram na semana seguinte.
O tvOS é amplamente baseado no iOS, enquanto o software do sistema para a segunda e terceira geração da Apple TV foi baseado em versões reduzidas do iOS. A 4ª geração da Apple TV, com suporte para software de terceiros por meio de uma App Store, já fazia parte de rumores antes do evento de setembro de 2015 da Apple, realizado em 9 de setembro de 2015.

## História
Em 30 de outubro de 2015, a 4ª geração da Apple TV foi disponibilizada e foi enviada com o tvOS 9.0. Em 9 de novembro de 2015, o tvOS 9.0.1 foi lançado, principalmente como uma atualização para resolver problemas pontuais. O tvOS 9.1 foi lançado em 8 de dezembro de 2015, juntamente com o OS X 10.11.2, o iOS 9.2 e o watchOS 2.1. Juntamente com essas atualizações, a Apple também atualizou os aplicativos  Apple TV Remote no iOS e watchOS, permitindo a funcionalidade de controle básico da Apple TV de 4ª geração (anteriormente, o aplicativo só funcionava com as versões anteriores da Apple TV).
Em 25 de novembro de 2015, o Facebook estreou seu SDK para tvOS, permitindo que os aplicativos façam login no Facebook, compartilhem no Facebook e usem o Facebook Analytics da mesma maneira que os aplicativos do iOS podem. Em 2 de dezembro de 2015, o Twitter estreou o seu serviço de autenticação de login para tvOS - "Digits" - permitindo que os usuários façam login em aplicativos e serviços com um código simples e exclusivo, disponível on-line.
Em 11 de março de 2016, o The Pangu Team anunciou no Twitter que estariam criando uma nova ferramenta de jailbreak para a Apple TV 4 rodando o tvOS 9.0–9.0.1 e que ela seria lançada na semana seguinte. Em 13 de junho de 2016, na WWDC 2016, o vice-presidente de Serviços de Internet da Apple, Eddy Cue, anunciou a próxima grande versão do tvOS, o tvOS 10. O tvOS 10 traz novas funcionalidades, como aprimoramentos de pesquisa da Siri, login único para assinaturas de TV a cabo, modo escuro e um novo aplicativo Apple TV Remote para controlar a Apple TV.

## Recursos
O tvOS 9 foi lançado com vários recursos novos, na quarta geração da Apple TV. Uma das principais características foi a capacidade de percorrer a interface com o novo controle remoto usando gestos multi-touch. Foi introduzida uma nova App Store na qual os usuários podem baixar e instalar novos aplicativos (como apps e jogos) disponibilizados pelos desenvolvedores que programem aplicativos para a Apple TV e o tvOS. O tvOS 9 adiciona suporte para a Siri, que permite aos usuários fazerem uma alta variedade de coisas, como buscar entre aplicativos um filme ou programa de TV, retroceder, avançar rápido, nome e ator ou diretor do filme atual, e retroceder 15 segundos. O tvOS adicionou suporte para um alternador de aplicativos na Apple TV, mais opções de personalização de aplicativos, protetores de tela com estilo cinematográfico e controle da TV usando o Siri Remote incluso com suporte integrado para HDMI-CEC no tvOS. Além disso, o tvOS permite ao usuário controlar a Apple TV de várias maneiras diferentes. Estas incluem o uso do Siri Remote incluso, o emparelhamento de um controle remoto universal de terceiros, o emparelhamento de um controlador MFi para controlar jogos, usando o aplicativo Apple TV Remote no iOS e o emparelhamento de um teclado Bluetooth para auxiliar na experiência de digitação do usuário.